# Juliana Cabral
Juliana Ribeiro Cabral (São Paulo, 3 de outubro de 1981), é uma ex-futebolista brasileira que atuava como zagueira. Atualmente, é comentarista esportiva de futebol no canal CazéTV.

## Carreira

### Inicio
Incentivada e apoiada pelo irmão, aos 12 anos Juliana Cabral começou a jogar futebol de salão e disputar pequenos campeonatos. Ciente de que pretendia continuar atuando na área esportiva, se candidatou para um time de propriedade de Milene Domingues, passou, e ao jogar futebol de campo em um time de modelos, Juliana gostou tanto que acabou buscando um clube para se profissionalizar.
Com o fim do time do Saad, em 1996, a maior parte das jogadores migrou para o São Paulo, com Juliana entre elas. Fez sucesso no Tricolor no final dos anos 90 no time de Sissi, Kátia Cilene, Formiga e companhia, onde foi campeã paulista de 1997 e 1999 e também campeã brasileira de 1997.
Após o fim do futebol feminino no Tricolor, Juliana Cabral passou dois anos jogando futsal pois não encontrava clubes de futebol interessados na modalidade.
Juliana Cabral trancou a faculdade de Educação Física, para atuar fora do Brasil. Na Suécia, jogou no Kopaberg Goutemburg.
Em 2006, foi para os Estados Unidos, onde jogou por sete meses.
Voltou ao Brasil e encerrou a carreira de atleta.

### Seleção
Foi capitã da Seleção Brasileira de Futebol Feminino de 2001 a 2004.
Atuando pela Seleção, foi Bicampeã Sulamericana 1998-2003, medalha de ouro nos Jogos Pan-Americanos de 2003, entre outros títulos. Ela fez parte do elenco em Sydney 2000 e em Atenas 2004, no segundo ganhando a medalha de prata.

### Títulos
São Paulo
- Campeonato Paulista: 1997[6], 1999
- Taça Brasil: 1997

Seleção Brasileira
- Campeonato Sul-Americano: 1998, 2003
- Jogos Pan-Americanos: 2003

### Fora dos Gramados
Foi comentarista da Rede Bandeirantes nos Jogos Panamericanos de 2007 e das Olimpíadas de Pequim 2008 pelo BandSports.
Juliana Cabral retomou os estudos e concluiu o curso de Educação Física. Também fez pós-graduação em Treinamento Esportivo.
Trabalhou na RedeTV!, como comentarista esportiva ao lado de Paloma Tocci, Milene Domingues, Marilia Ruiz e Gabriela Pasqualin, no programa Belas na Rede e em outros programas da emissora.
Em 2012, foi contratada para a Rádio Globo, onde participa do Esporte@Globo e mais tarde, passou a a ser comentarista esportiva da rádio.